# Giovanni Falcone - L'uomo che sfidò Cosa Nostra
Giovanni Falcone - L'uomo che sfidò Cosa Nostra è una miniserie televisiva in due puntate del 2006, trasmessa da Rai 1.

## Trama

### Prima puntata
Palermo, 1980: Giovanni Falcone, giudice, da pochissimo separato dalla moglie ed appena approdato al Palazzo di giustizia palermitano, incontra il suo vecchio amico d'infanzia Paolo Borsellino che sta raccogliendo le deposizioni della moglie del capitano Emanuele Basile che testimonia la morte del marito, ucciso a Monreale da alcuni uomini perché stava indagando sui clan mafiosi di Palermo. Rocco Chinnici, il capo dell'ufficio istruzione di Palermo, convoca Falcone e gli dà delle carte sul costruttore Rosario Spatola che gli erano state consegnate dal coraggioso procuratore Gaetano Costa.
Chinnici chiede a Falcone se vuole accettare l'inchiesta su Spatola. Giovanni gli chiede se Borsellino gli può dare una mano. Ma Chinnici rifiuta perché Agnese, la moglie di Paolo Borsellino, si era rivolta a lui per impedire al marito di partecipare ad inchieste di mafia perché le ritiene pericolose. Falcone accetta. Dopo incontra il procuratore Costa che lo incoraggia a compiere le indagini. Falcone fa scarcerare alcuni pregiudicati dell'inchiesta Spatola perché ci sono poche prove e per questo è acclamato dal collega Rosario Lo Monaco e dall'avvocato Viganò che dicono che Gaetano Costa ha avuto troppa fretta di agire; ma Falcone e Borsellino lo difendono. Giovanni Falcone incontra al tribunale dei minori la sua vecchia amica Francesca Morvillo, anche lei da poco separata dal marito, che lavora lì, e i due si promettono di rincontrarsi.
Chinnici presenta a Falcone il commissario della squadra mobile Ninni Cassarà che è arrabbiato con lui perché ha fatto scarcerare i pregiudicati dell'inchiesta Spatola. Falcone è invitato a una festa in casa di Borsellino dove c'è pure la Morvillo. Ma egli rimane in tribunale ad indagare sulle parentele tra Rosario Spatola, Salvatore Inzerillo e John Gambino e traccia il loro albero genealogico. Lo mostra a Cassarà e decide di seguire i movimenti bancari dei mafiosi, cercando nelle banche di Palermo. In un negozio di dischi Falcone rincontra Francesca e le regala un mazzo di fiori. Chinnici e Falcone convocano Rosario Spatola per interrogarlo ma lui minaccia metaforicamente Giovanni.
Durante una serata di pioggia, Falcone e la Morvillo si scambiano un affettuoso bacio. Ninni Cassarà e Falcone spiegano a Chinnici e a Gaetano Costa che Cosa nostra è come i pianeti del sistema solare e l'organizzazione ha un vertice, che si trova proprio a Palermo. Falcone e Francesca vanno a far visita a Ciccio Ciarrapino, un ragazzo di 13 anni, figlio di un capomafia ucciso a Palermo sotto gli occhi del ragazzo e dalla madre. All'improvviso arriva la notizia della morte di Gaetano Costa, ucciso mentre si recava al lavoro. Falcone, Borsellino e Chinnici corrono subito sul luogo del delitto. Falcone viene messo sotto scorta e a sorvegliarlo viene chiamato l'agente Calogero Zucchetto, detto Lillo, che però si dimostra inesperto. Giovanni Falcone riceve la notizia che negli Stati Uniti d'America è stato arrestato Albert Gillet, che trafficava droga per conto dei boss di Cosa nostra.
Borsellino, Giuseppe Ayala e Giuseppe Di Lello fanno una colletta perché Giovanni possa andare negli Stati Uniti ad interrogare Gillet. Per ascoltarlo, Falcone chiede il permesso al procuratore italo-americano Rudolph Giuliani che glielo concede. Gillet racconta dove si trovano le raffinerie di droga in Sicilia e Ninni Cassarà e Zucchetto le vanno a perquisire. Falcone chiede a Rudolph Giuliani di trovare Joseph Bonamico, un misterioso latitante che ha versato 99 000 dollari sul conto di Rosario Spatola.
Ad una festa in casa di Borsellino, Falcone controlla delle carte su dei mafiosi trafficanti di droga. Lì incontra Francesca e i due vanno via insieme. Falcone riceve una telefonata da Giuliani, che ha scoperto che Joseph Bonamico è un falso nome sotto cui si nasconde il finanziere Michele Sindona. Falcone dà un giorno di riposo a Zucchetto e "fugge" in un albergo sul mare con Francesca. Ma lì Falcone riceve una telefonata intimidatoria da dei mafiosi e così è costretto a fuggire dall'albergo insieme a Francesca. Falcone, Borsellino, Ayala, Rosario Lo Monaco e Chinnici vanno ad un convegno che si tiene in un albergo. Sono presenti pure Nino Salvo, Salvo Lima e un ministro che cominciano a parlare di mafia al pubblico presente ma vengono attaccati da Chinnici.
Alla fine del convegno Lo Monaco stringe la mano ed abbraccia Salvo Lima ed arriva Zucchetto che dice a Falcone che è stato ucciso Salvatore Inzerillo. Tutti si recano sul luogo del delitto e trovano in tasca al cadavere di Inzerillo alcuni numeri di telefono. Uno di questi appartiene al costruttore Ignazio Lo Presti e Falcone fa mettere il suo telefono sotto controllo. Giovanni avverte Lo Monaco che se vuole lavorare con lui deve stare attento a chi frequenta, riferendosi all'abbraccio con Salvo Lima. Lo Presti è sparito e non si trova più e nelle sue telefonate parlava della guerra di mafia con un certo Roberto, di cui non si conosce niente. Falcone convoca la moglie di Lo Presti, Mariella Corleo, cugina della moglie di Nino Salvo, e le chiede chi è Roberto, che telefona dal Brasile, ma lei dice di non saperlo.
Falcone e Francesca vanno a vedere un appartamento con terrazza ma il proprietario telefona e dice che è già stato affittato, provocando le ire di Francesca che dice che ha telefonato perché non vuole che Falcone abiti nel suo appartamento perché è un personaggio scomodo. Intanto Zucchetto sta ascoltando un pentito che si fa chiamare Coriolano, che è stato un soldato del boss Stefano Bontate. Zucchetto comunica a Falcone e a Ninni Cassarà che Coriolano gli ha detto che ora ai vertici della cupola mafiosa c'è il boss Michele Greco, manovrato dai capimafia corleonesi e poi dà gli inviti per il suo matrimonio ai due. Mentre Zucchetto è in una sartoria per provare il vestito del suo matrimonio telefona a Falcone, comunicandogli che Coriolano forse sa chi Roberto. Ma, appena uscito dalla sartoria, è assalito da un killer che lo uccide.
Sul luogo del delitto, Lo Monaco è furioso con Falcone e Cassarà perché hanno gestito da soli gli interrogatori con Coriolano, che per di più è latitante. A scortare Falcone viene chiamato Antonio Montinaro, agente che dimostra subito la sua abilità e la sua intelligenza. Mariella Corleo, capendo che il marito è stato rapito ed ucciso con il metodo della lupara bianca, incontra Falcone e Ninni Cassarà e confessa che Roberto, l'uomo che telefona dal Brasile, è il boss Tommaso Buscetta.
Rocco Chinnici vorrebbe fare arrestare Nino Salvo per associazione mafiosa, ma Falcone si oppone perché ci sono pochissime prove contro di lui. Giovanni porta Francesca a Corleone per fargli vedere i luoghi dove i boss Luciano Liggio, Totò Riina e Bernardo Provenzano hanno iniziato la loro carriera criminale e per dirgli se vuole stare ancora con lui perché è perennemente a rischio di morire ucciso. Ma Francesca non vuole lasciarlo. Mentre sono dentro un bar di Corleone Falcone apprende da una televisione che un'autobomba ha ucciso Rocco Chinnici in una via di Palermo.

### Seconda puntata

Giovanni Falcone

Palermo, 1983: dopo l'uccisione di Rocco Chinnici, Paolo Borsellino comunica a Falcone che si è messo d'accordo con la moglie Agnese e ora può tornare ad occuparsi di inchieste di mafia. Falcone si incontra con Antonino Caponnetto, il giudice chiamato a sostituire Chinnici come capo dell'ufficio istruzione di Palermo. Giovanni gli dice che Nino Salvo ha stabilito rapporti con il boss Tommaso Buscetta e ha prestato soldi al costruttore Andrea Notaro, cognato del capomafia Michele Greco. Al Palazzo di giustizia di Palermo, Falcone viene avvicinato dall'avvocato Viganò che gli dice che girano voci che vuole indagare su Nino Salvo. Falcone sospetta che ad avvertire Viganò sia stato Rosario Lo Monaco. Lui e Borsellino convocano Nino Salvo e lo interrogano sui soldi che ha prestato ad Andrea Notaro. Salvo confessa che in tempi difficili ha chiesto aiuto al boss Stefano Bontate e Falcone gli chiede se conosce Tommaso Buscetta ma la risposta è negativa. Giovanni corre in ospedale perché la madre è gravemente malata ma muore poco dopo il suo arrivo. Agnese, la moglie di Paolo Borsellino, convince Giovanni a ritornare insieme a Francesca Morvillo. Lui infatti va in aeroporto per parlarle e ritornano insieme, decidendo di convolare a nozze. Il matrimonio tra Giovanni e Francesca si svolge in municipio e, dopo la cerimonia, Ninni Cassarà comunica a Falcone che Tommaso Buscetta è stato arrestato in Brasile e Gianni De Gennaro sta curando le pratiche per l'estradizione in Italia. Il capomafia è disposto a raccontare tutto quello che sa solo se le autorità gli metteranno in salvo la famiglia. Francesca e Giovanni vanno in viaggio di nozze a New York.
Rudolph Giuliani informa Falcone che la famiglia di Buscetta verrà ospitata negli Stati Uniti. Falcone si reca a Roma ed interroga Buscetta che gli svela i segreti di Cosa nostra. Caponnetto decide di creare un pool di magistrati che si occupino esclusivamente di mafia di cui faranno parte Giovanni Falcone, Paolo Borsellino e Giuseppe Ayala. Lo Monaco comunica a Falcone e Borsellino che ha deciso di candidarsi al Consiglio superiore della magistratura Falcone e Francesca vanno a salutare il piccolo Ciccio Ciarrapino e sua madre che vanno via dalla Sicilia perché il ragazzo aveva ricevuto una pistola dal nonno mafioso che gli aveva detto di uccidere gli assassini del padre. Giovanni ritorna ad interrogare Buscetta che gli dice che Nino Salvo e suo cugino Ignazio sono uomini d'onore della famiglia mafiosa di Salemi e gli descrive la loro villa dov'è stato ospite. Nella descrizione figura un camino. Cassarà perquisisce la villa di Salvo ma non trova il camino. Lo Monaco e Caponnetto cominciano a dubitare della veridicità delle dichiarazioni di Buscetta. Ma Falcone e Cassarà, controllando le carte catastali della villa, scorgono una rientranza nella parete e, bucando il muro, trovano il camino. Allora scattano alcuni blitz che portano all'arresto di 355 persone, indicate da Buscetta come mafiosi. Tra gli arrestati c'è anche Nino Salvo.
Alla festa del battesimo del figlio di Ninni Cassarà, il proprietario del ristorante in cui si stanno svolgendo i festeggiamenti prega Cassarà di spostare gli invitati all'interno del locale perché molta gente che frequenta il ristorante ha protestato per la presenza di Falcone e Borsellino. Ma Cassarà si oppone e per questo viene cacciato insieme a tutti gli invitati dal ristorante. Falcone e Borsellino vanno a parlare con Liliana Ferraro, segretaria del ministero di grazia e giustizia, che annuncia ai due che il maxiprocesso che stanno preparando contro Cosa nostra non si può fare a Palermo perché non c'è un'aula bunker, ma i due la convincono che Cosa nostra dev'essere processata a Palermo per dare il segnale che la mafia la si può sconfiggere nella sua sede principale: il capoluogo siciliano. Ma accade il peggio: Ninni Cassarà viene ucciso insieme ad un agente di scorta vicino al portone di casa sua da un gruppo di killer armati di Kalashnicov. Una notte l'agente Antonio Montinaro e l'ispettore Nardelli svegliano Falcone e Francesca e dicono loro che li devono portare in un luogo ignoto perché Giovanni possa scrivere in tutta sicurezza l'ordinanza dei rinvii a giudizio del maxiprocesso. Falcone e Francesca vengono fatti salire su un elicottero della polizia e, insieme a Paolo Borsellino e alla sua famiglia, vengono portati sull'isola dell'Asinara.
Lì Borsellino comunica a Giovanni che quando finiranno di scrivere l'ordinanza vuole far domanda al Consiglio superiore della magistratura per diventare procuratore di Marsala, il porto dove Cosa nostra regna. Poco tempo dopo parte il maxiprocesso, che si conclude con molti ergastoli per i mafiosi imputati. Falcone è intervistato da un giornalista che gli fa molte domande sui rischi del lavoro di giudice. Giovanni parte per gli Stati Uniti dove Rudolph Giuliani gli fa incontrare Tommaso Buscetta che vive nascosto nella nazione americana per ragioni di sicurezza. Falcone chiede a Buscetta di raccontargli gli intrighi tra mafia e politica, ma lui non lo vuole fare. Inoltre Buscetta avverte Falcone che, ora che il maxiprocesso è finito, i mafiosi faranno di tutto per fargliela pagare. Giovanni, ritornato a Palermo, riceve lettere da alcuni magistrati che dicono che pur di far carriera si è messo con la Democrazia Cristiana. Francesca lo incita ad intervenire. Caponnetto e Ayala propongono a Falcone di candidarsi per diventare capo dell'ufficio istruzione di Palermo perché Caponnetto vuole passare gli ultimi due anni di servizio prima di andare in pensione a Firenze. Se si candiderà avrà speranze di vincere con i voti di Rosario Lo Monaco (con cui si sono messi d'accordo) al C.S.M. Falcone accetta di candidarsi, ma Lo Monaco si astiene dal voto durante l'elezione del capo dell'ufficio istruzione e il giudice Antonino Meli vince per pochi voti. Meli, divenuto capo dell'ufficio istruzione di Palermo, assegna a Falcone inchieste minori mentre riserva a sé stesso quelle di mafia.
Giovanni, stanco di lavorare così, scrive una lettera al C.S.M. chiedendo di cambiare ufficio e gli viene concesso. Un giorno Giovanni e Francesca vanno in una villa sul mare all'Addaura. L'agente Montinaro avverte la Morvillo che ha dimenticato la borsa tra gli scogli. Ma Falcone si accorge che la borsa è già in villa e, capendo che è una bomba, dice a Francesca di non toccarla. Infatti arrivano gli artificieri e dicono che nella borsa ci sono cinquantotto candelotti di tritolo che potevano esplodere se l'oggetto veniva sollevato. Francesca dice a Falcone di andar via dalla villa con lei, se no lo lascia. Ma lui non vuole e così lei fa le valigie e se ne va. Passa circa un anno: Falcone è a Roma e lavora al ministero di grazia e giustizia e apprende da Liliana Ferraro che la Cassazione ha confermato gli ergastoli emessi dal maxiprocesso un paio di anni prima. Nella capitale Falcone s'incontra con Paolo Borsellino e Giuseppe Ayala, venuti dalla Sicilia, e parla con loro della Superprocura che vuole creare perché coordini le indagini antimafia di tutt'Italia. Giovanni cerca Francesca, scopre che è a Roma e riesce a ritornare insieme a lei. I due vanno ad abitare insieme in un appartamento romano. Falcone apprende da una televisione che a Palermo è stato ucciso il potente politico Salvo Lima e telefona a Borsellino dicendogli che la mafia ha fatto uccidere Lima perché non è riuscito a non far confermare gli ergastoli del maxiprocesso in Cassazione.
Finita la telefonata, Giovanni comunica a Francesca che è riuscito a farla trasferire a Roma. Sabato 23 maggio 1992 Falcone e Francesca atterrano all'aeroporto di Punta Raisi per passare un week-end all'isola di Favignana. Ma mentre percorrono l'autostrada per arrivare a Palermo, la mano di un ignoto killer mafioso aziona un telecomando che provoca l'esplosione di un tratto di strada, uccidendo Giovanni, Francesca e gli agenti di scorta Antonio Montinaro, Vito Schifani e Rocco Dicillo. La puntata si conclude con il commovente discorso pronunciato da Rosaria Costa, la vedova di Vito Schifani, ai funerali di Falcone e Morvillo.

## Curiosità
- Il personaggio del giudice Rosario Lo Monaco, interpretato da Carlo Cartier, nel film antagonista di Giovanni Falcone che vanta amicizie del calibro di Salvo Lima e dei cugini Salvo non è realmente esistito ma è nato dalla fantasia degli sceneggiatori. Tuttavia il giudice Vincenzo Geraci, ex collega di Falcone nella realtà, richiese il blocco della fiction perché riteneva che il personaggio di Lo Monaco lo raffigurasse in modo denigratorio, somigliandogli troppo.[1][2]
- Nel film non è presente la parte del commissario Giuseppe Montana collaboratore strettissimo di tutto il pool creato da Antonino Caponnetto.
- Nel film non è stata inserita la figura del giudice Leonardo Guarnotta altro membro del pool antimafia creato da Antonino Caponnetto.
- Un evidente errore dello sceneggiato fu commesso proprio all'inizio del film: dopo la sigla dei pescatori, si vede Giovanni Falcone che arriva al palazzo di Giustizia di Palermo. Siamo nel 1980; in realtà parcheggiate nello spiazzo vi sono auto che sono nate anni dopo il 1980 e che non hanno nulla a che fare con quel periodo, come ad esempio una Fiat Panda seconda serie (del 2003) o una Fiat Punto I serie del 1993, o anche una Twingo I serie, nata anch'essa nel 1993.

## Inesattezze storiche
- Nel film il giudice Gaetano Costa viene assassinato mentre sta andando a piedi al lavoro. In verità venne ucciso mentre sfogliava dei libri su una bancarella.
- Nel film il giudice Falcone va sul luogo del delitto di Salvatore Inzerillo che viene ritrovato accasciato dentro la sua auto, sfigurato dai colpi dei fucili Kalashnikov. In verità Inzerillo non fece neanche in tempo ad entrare in auto e venne ucciso fuori dalla vettura e non era un Mercedes ma bensì un'Alfetta blindata.
- Nel film Calogero Zucchetto esce da una sartoria e viene ucciso da un killer con un colpo di pistola alla nuca. In verità Zucchetto non usciva da una sartoria per prendersi il vestito del suo matrimonio ma da un bar dopo aver comprato un panino per mangiarselo e venne assassinato con cinque colpi di pistola, non con uno. Inoltre, il giovane poliziotto è stato assassinato nella centralissima via Notarbartolo mentre nel film la scena dell'omicidio viene girata in Piazza S.Anna, nel centro storico di Palermo.
- Nel film l'agente Antonio Montinaro, al momento della Strage di Capaci, siede nella Fiat Croma bianca guidata dal giudice Falcone. In verità Montinaro sedeva nella Croma marrone (la prima delle tre auto che scortavano il giudice) e non in quella bianca, in cui sedeva l'autista Giuseppe Costanza, altra figura che non è stata inserita nel film.
- Nel film Antonio Montinaro, poco prima della strage di Capaci, dice a Falcone che la moglie è incinta del primo figlio. In realtà Montinaro, al momento della morte, lasciava due figli. Per questo motivo, i familiari di Montinaro hanno sporto querela agli sceneggiatori della fiction per danni morali.
- In realtà Giovanni Falcone non fece ritorno a Palermo nel 1980 bensì nel 1978, iniziando a lavorare nella sezione fallimentare del Tribunale, occupandosi di diritto civile e promulgando alcune sentenze di grande importanza, per poi passare nel settembre del 1979 all'Ufficio istruzione della sezione penale guidato da Rocco Chinnici.
- Il Giudice Giuseppe Ayala al contrario di quanto si vede nel film non ha mai fatto parte del pool antimafia ma ha svolto il ruolo di sostituto procuratore della Repubblica, e fu pubblico ministero al primo maxiprocesso.